# 霍穆歡
霍穆歡（？—1892年），霍穆歡，字冠恃，号慎齋，一号紹先，愛新覺羅氏，清朝宗室，官员、進士出身。
咸豐六年（1856年），登進士，改禮部主事，後任宗人府副理事官。同治三年（1864年）任順天鄉試同考官。同治十年，任會試同考官。光緒五年（1779年），任七品筆帖式；次年改宗人府筆帖式。光緒八年，任詹事府左贊善。光緒九年，任詹事府右中允、詹事府右春坊右庶子、詹事府左春坊左庶子、日講起居注官。光緒十年，任翰林院侍講學士。光緒十三年，任翰林院侍讀學士。光緒十四年，任詹事府少詹事、詹事府詹事。光緒十四年，任內閣學士、文淵閣直閣事。次年，任宗室覆試閱卷大臣。光緒十七年，任順天鄉試副考官。次年改任會試副考官。